# Эррера Монтальван, Антонио
Антонио Эррера Монтальван (исп. Antonio Herrera Montalván; 1802, Гавана — 1 июня 1891, Гавана) — кубинский художник.
Учился в Национальной академии художеств Сан-Алехандро у Венсеслао Сиснероса и Аугусто Феррана, затем совершенствовал своё мастерство в Европе. Писал преимущественно портреты, долгое время жил в Италии, изображая местные типажи. В то же время оставил серию портретов официальных лиц: короля Альфонсо XII, Папы Пия IX и т. д. Эррере принадлежит также ряд копий с портретов старых мастеров для кубинских музеев: автопортрета Андреа дель Сарто, портрета Филиппа II работы Тициана и др. Участвовал в росписи нескольких гаванских церквей.

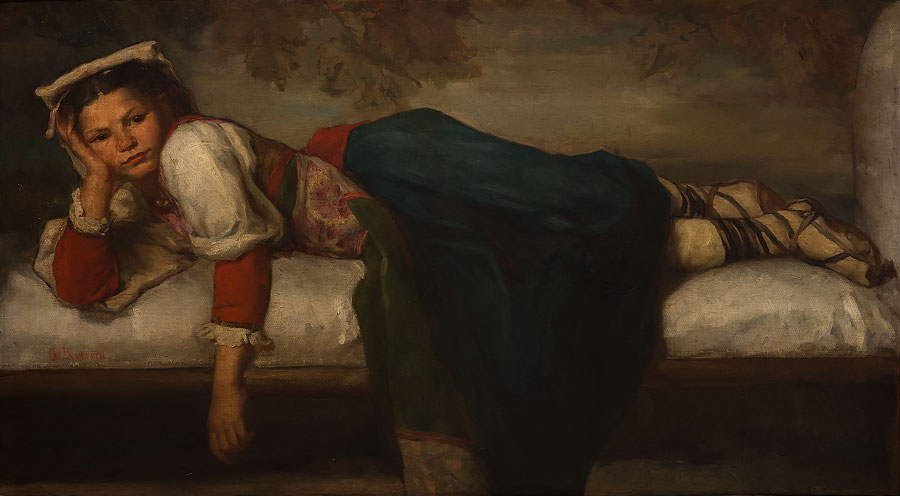
Антонио Эррера Монтальван. Неаполитанка

В 1880 году назначен профессором рисунка в Национальной академии художеств Сан-Алехандро; в силу преклонного возраста Эрреры на занятиях его часто замещал Себастьян Хелаберт.